# Ryszard Ochyra
Ryszard Ochyra (født 1949) er en polsk bryolog (moskender) ved Institut for Botanik under Polens Videnskabsakademi i Kraków. Han har udført feltstudier i Tanzania, Sydafrika, Spitsbergen, Antarktis, Tierra del Fuego, Falklandsøerne, Gough Island, Îles Crozet og Îles Kerguelen, og har været med til at udarbejde mosfloraer for Antarktis.
Ochyra er Ochyras standardforkortelse (autornavn), i forbindelse med en plantes botaniske navn, som for eksempel mosset Syntrichia christophei Ochyra et R.H. Zander, som blev beskrevet som ny art i 2014.